# Проекция Димаксион

Развёртка карты Димаксион с земной поверхностью в виде единого массива суши

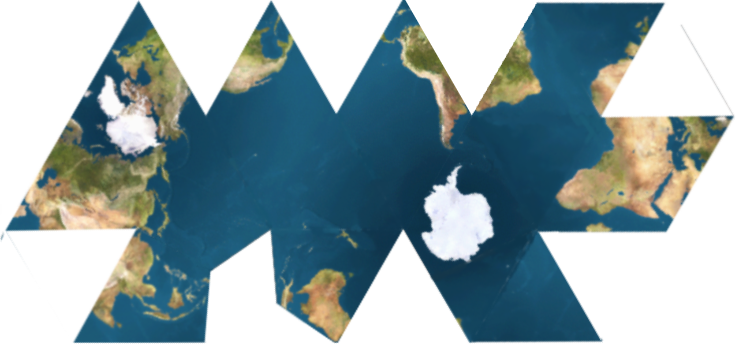
Икосаэдрическая развёртка, изображающая океанский массив вокруг Антарктики

Карта Димаксион как развёртка икосаэдра

Проекция Димаксион (проекция Фуллера) — картографическая проекция земного шара на поверхность многогранника, который представлен в виде плоской развёртки.
Проекция создана Бакминстером Фуллером. В номер журнала «Life» от 1 марта 1943 года была опубликована иллюстрированная статья под названием «Life Presents R. Buckminster Fuller’s Dymaxion World» (англ. «Лайф» представляет мир Димаксиона, созданный Бакминстером Фуллером). Статья содержала несколько примеров её использования, вместе с развёрткой, которую можно было собрать в трёхмерную аппроксимацию глобуса либо использовать в виде плоской карты. В феврале 1944 года Фуллер подал заявку на патент. В заявке была показана проекция геоида на кубооктаэдр. Патент был получен в январе 1946 года. Версия, опубликованная в 1954 году, использовала в качестве базы проекции правильный икосаэдр, эта версия наиболее популярна в настоящее время.
Проекция используется только для представления всего земного шара. Она не является гномонической, границы каждой грани соответствуют по масштабу длине соответствующей дуги большого круга, а карта внутри грани представляет собой сжатое к центру изображение земной поверхности, заключённой между этими дугами.

## Свойства
Фуллер утверждал, что его проекция имеет ряд преимуществ над другими проекциями земного шара.
Она имеет меньшие искажения относительных размеров объектов, особенно в сравнении с проекцией Меркатора; меньшие искажения формы объектов, особенно в сравнении с проекцией Галла-Петерса.
Ещё более необычным является отсутствие на карте «верха» и «низа». Фуллер утверждал, что вселенная не имеет верха и низа, севера и юга, а только «внутри» и «снаружи». Гравитация звёзд и планет создаёт направление «внутрь», что означает «в направлении к гравитационному центру»; и направление «вовне», «от гравитационного центра». Принятое на обычных картах верхнее расположение севера и нижнее расположение юга он расценил как «культурный предрассудок» (англ. cultural bias).
Карта в проекции Фуллера может быть развёрнута на плоскость множеством различных способов, чтобы подчеркнуть различные аспекты земной поверхности. Одни развёртки представляют Землю как единый массив суши, а не как отдельные континенты, разделённые океанами. В другом представлении проекция изображает единый массив океанов, окружённых сушей.
Показывая континенты как единый «остров Земля», Фуллер попытался в своей книге «Критический путь» объяснить путешествия древних мореплавателей и первопроходцев преобладающими ветрами, циркулирующими вокруг этого «острова».

## Влияние на культуру

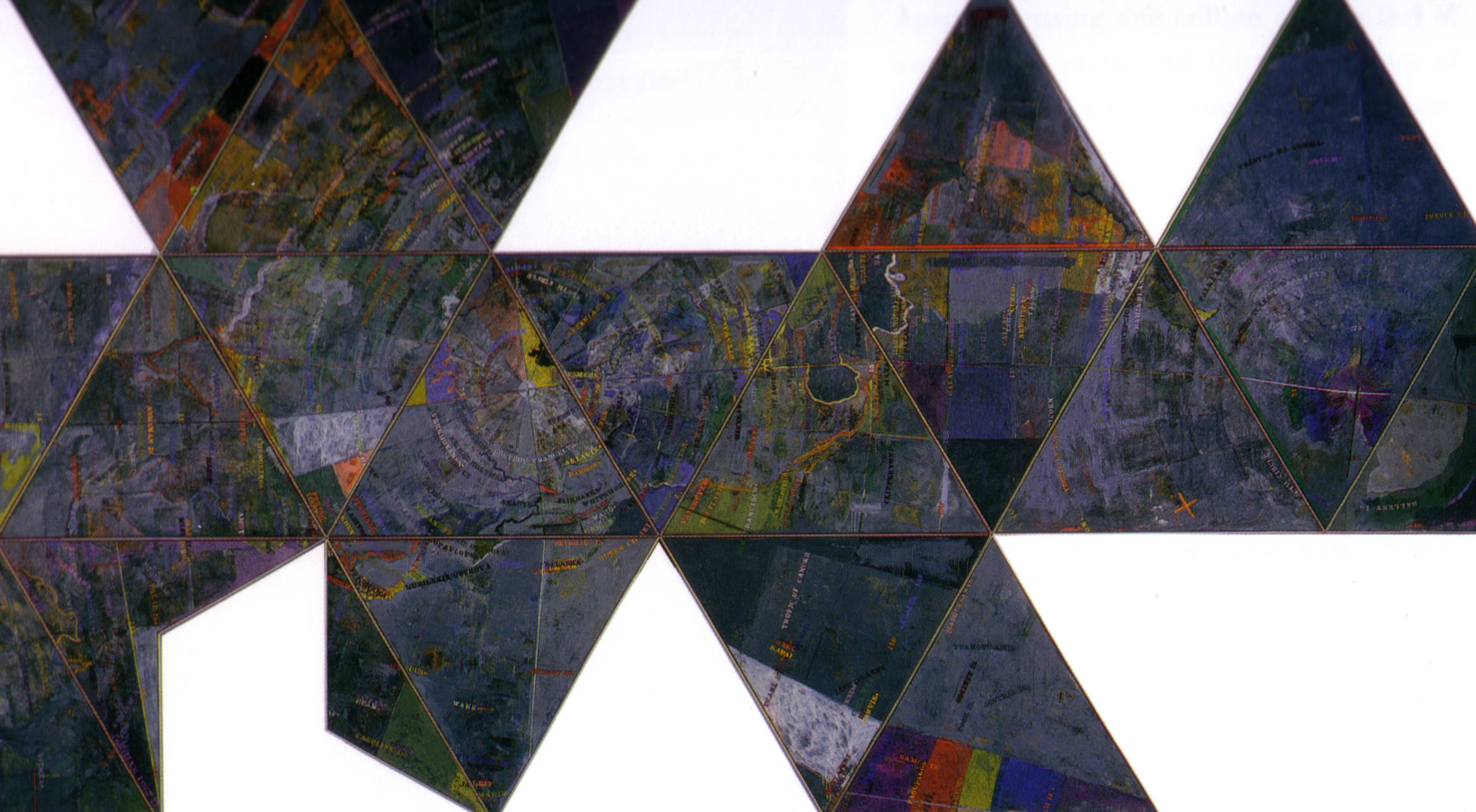
Картина Джаспера Джонса

В 1967 году картина Джаспера Джонса «Map (Based on Buckminster Fuller’s Dymaxion Airocean World)» (с англ. — «Карта, на основе мира Димаксиона, созданного Бакминстером Фуллером») вошла в постоянную экспозицию музея Людвига в Кёльне.